# Caedicia congrua
Caedicia congrua är en insektsart som först beskrevs av Walker, F. 1869.  Caedicia congrua ingår i släktet Caedicia och familjen vårtbitare. Inga underarter finns listade i Catalogue of Life.